# Sasyk
Sasyk (ukr. Сасик) – liman Morza Czarnego we wschodniej Ukrainie w okolicy delty Dunaju. Obszar limanu został wpisany na listę Konwencji Ramsarskiej jako obszar istotny dla ochrony gatunków ptaków, między innymi pelikana różowego oraz bernikli rdzawoszyjej. Liman jest oddzielony od morza pasem lądu o szerokości około 0,5 km.
W latach 70. została zbudowana betonowa tama ograniczająca wymianę wody limanu z morzem oraz wytworzono kanał doprowadzający słodką wodę z Dunaju. Miało to na celu zapewnić wodę zdatną do nawadniania obszarów sąsiadujących. Działania te wywarły negatywne skutki ekologiczne, społeczne i ekonomiczne. Doszło do zasolenia otaczającej gleby oraz zanieczyszczenia wody limanu.

## Przypisy

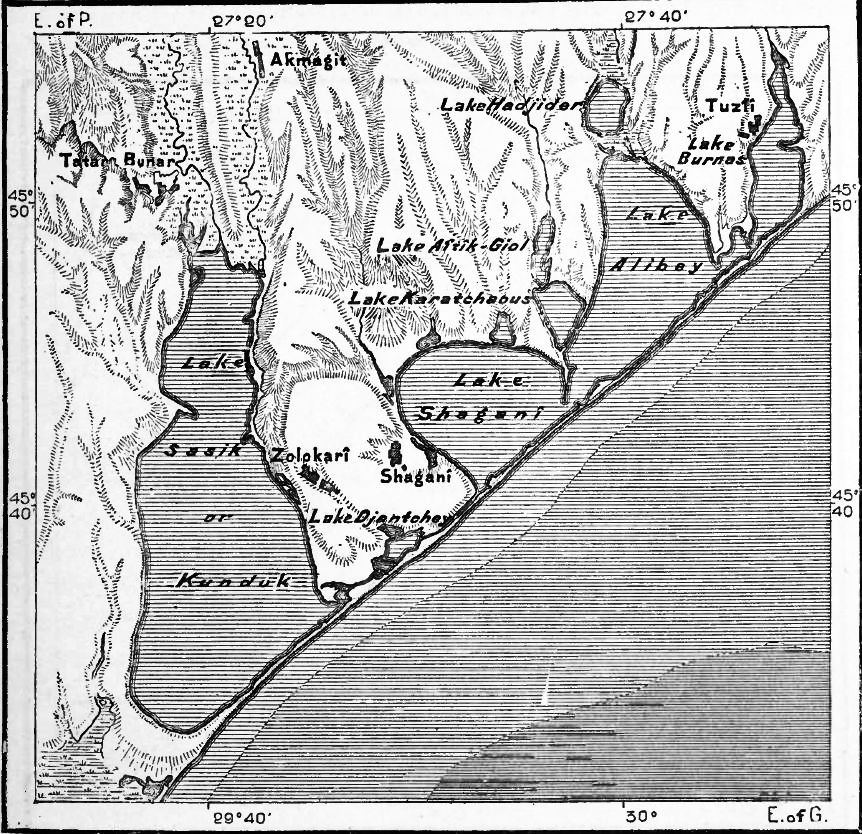
XIX-wieczna mapa limanów Sasyk, Szahany, Alibej i Burnas